# Вогонь, вода та... мідні труби
«Вогонь, вода та… мідні труби» (рос. «Огонь, вода и… медные трубы») — російський радянський музичний фільм-казка, поставлений на  Центральної Кіностудії дитячих і юнацьких фільмів імені М. Горького в  1968 році  режисером  Олександром Роу.

## Сюжет
Є така приказка: «пройти вогонь, воду і мідні труби». Це означає — пройти життєві випробування, набратися розуму, побачити в житті всяке, загартувати свою волю.
Герой фільму Вася якось відправився в ліс, вугілля палити. І там, на галявині, йому зустрілася Альонушка, яка пасла свою кізку Білочку. Молоді люди закохалися один в одного з першого погляду. Але слуги Кащія Безсмертного викрали дівчину прямо на очах у Васі.
У пошуках коханої Вася в буквальному сенсі проходить крізь вогонь і воду. Але найважче встояти перед мідними трубами, перед блискучим сяйвом слави …
Фільм-казка також відомий під назвою "Нові пригоди Настусі".

## У головних ролях
- Наталія Сєдих —  Альонушка
- Олексій Катишев —  Вася
- Георгій Мілляр —  Кощій Безсмертний, Баба-Яга, Пожежний
- Віра Алтайська —  дочка Баби Яги
- Перевертні — слуги Кащея:
  - Лев Потьомкін —  Чорнобородий
  - Олександр Хвиля —  Лисий
  - Анатолій Кубацький —  Одноокий
- Леонід Харитонов —  Федул VI
- Муза Крепкогорська —  Софіюшка
- Олексій Смірнов —  Головний пожежний
- Павло Павленко —  Водяний
- Аркадій Цінман —  Радник
- Зоя Василькова —  Радниця
- Михайло Пуговкін —  Цар
- Лідія Корольова —  Цариця
- Інга Будкевич —  Царівна

## В епізодах
- Тетяна Баришева —  нянька Софіюшки
- Костянтин Берман —  епізод
- Е. Браверман —  епізод
- Валентин Брилєєв —  придворний Царства лестощів
- Ю. Биковський —  епізод
- Зінаїда Воркуль —  відьма
- Петро Галаджий —  Білий мудрець — дворянин Усиков
- Георгій Георгиу —  міністр без портфеля
- В. Добролюбов —  епізод
- Зоя Земнухова —  нянька
- Едуард Ізотов —  гармоніст
- Маргарита Корабельникова —  гостя на весіллі Кащея
- Матвій Левінтон —  Прошка-Мала сошка
- Ірина Мурзаева —  гостя на весіллі Кащея
- Тамара Носова —  Перша красуня
- Микола Романов —  Мудрець
- Тетяна Струкова —  гостя на весіллі Кащея
- Андрій Файт —  Чорний мудрець
- Клавдія Козленкова — гостя на весіллі Кащея (в титрах не вказана)
- Ксенія Козьміна —  Сільська відьма (у титрах не вказана)
- Володимир Маслацов —  дворянин Ушіков (у титрах не зазначений)
- Віра Петрова —  епізод (у титрах не вказана)
- Іван Турченко —  дворянин Плешик (у титрах не зазначений)
- Клавдія Хабарова —  Закордонна відьма (у титрах не вказана)
- Галина Фролова —  відьма (у титрах не вказана)
- Анастасія Зуєва — Розказниця

## Знімальна група
- Сценарій — Михайло Вольпін,  Микола Ердман
- Текст пісень — Михайла Вольпін
- Постановка — Олександра Роу
- Головний оператор — Дмитро Суренський
- Головний художник — Арсеній Клопотовський
- Композитор — Микола Будашкін
- Звукооператор — Анатолій Дикан
- Режисери — К. Миколайович, Б. Канівський
- Монтаж — А. Овчаровой
- Редактор — Сара Рубінштейн
- Оператор —  Володимир Окунєв
- Комбіновані зйомки: оператор — Леонід Акімов, удожник — Юрій Міловський
- Художники: 
 Костюми — Соня Войтенко, Т. Виноградова 
 Грим — А. Іванов, Н. Горчакова 
 Декоратор — А. Іващенко 
 Реквізит — М. Кофман
- Піротехнік — В. Лихачов
- Майстер-светотехник — В. Плігін
- Асистенти: 
 Режисера — В. Макаров, Н. Сорокоумова, В. Сафронова 
 Оператора —  Дмитро Барщевський,  Михайло Скріпіцин,  Юрій Осмінкін 
 Художника — А. валеріаною, В. Глазков
- Дресирувальник — Г. Алексєєв
- Оркестр Комітету з кінематографії, диригент — Давид Штільман
- Державний Російський академічний хор імені П'ятницького 
 Художній керівник — Валентин Левашов 
 Головний балетмейстер —  Тетяна Устинова 
 Головний диригент — Олександр Широков
- Директор картини — Роман Конбрандт

## Технічні дані
- Виробництво: СРСР. Центральна Кіностудія дитячих і юнацьких фільмів імені М. Горького
- Рік створення: 1968
- Тривалість: 86 хв.
- Колір: кольоровий
- Звук: моно
- Дата виходу на екрани СРСР: 29 грудня 1968 року